# Antechinus minimus
El antequino palustre (Antechinus minimus) es una especie de marsupial dasiuromorfo de la familia Dasyuridae que habita desde la costa suroriental de Australia Meridional hasta Tasmania.